# Goois Natuurreservaat
Het Goois Natuurreservaat is een natuurreservaat in de Nederlandse landstreek Het Gooi. Het bestaat uit 65 afzonderlijke natuurgebieden, die deels met elkaar zijn verbonden. De gebieden strekken zich uit van het Gooimeer in het noorden bij Huizen tot de provinciegrens met Utrecht bij Hollandsche Rading in het zuiden. Het reservaat heeft een omvang van ruim 2800 hectare natuur. Het Goois Natuurreservaat ligt in de buitengebieden van de vijf deelnemende gemeenten, omvat alle Gooise heidevelden en het grootste deel van de bossen. Het grootste gebied van het reservaat is de Westerheide tussen Hilversum en Laren.
Het reservaat wordt beheerd door de stichting 'Goois Natuurreservaat' (GNR), een in 1932 opgerichte natuurbeschermingsorganisatie die wordt gevormd door de Gooise gemeenten Gooise Meren, Blaricum, Hilversum, Huizen en Laren. De mede-oprichters gemeente Amsterdam en provincie Noord-Holland hebben zich in 2021 uit de stichting teruggetrokken. In 2022 bestond het Goois Natuurreservaat 90 jaar.

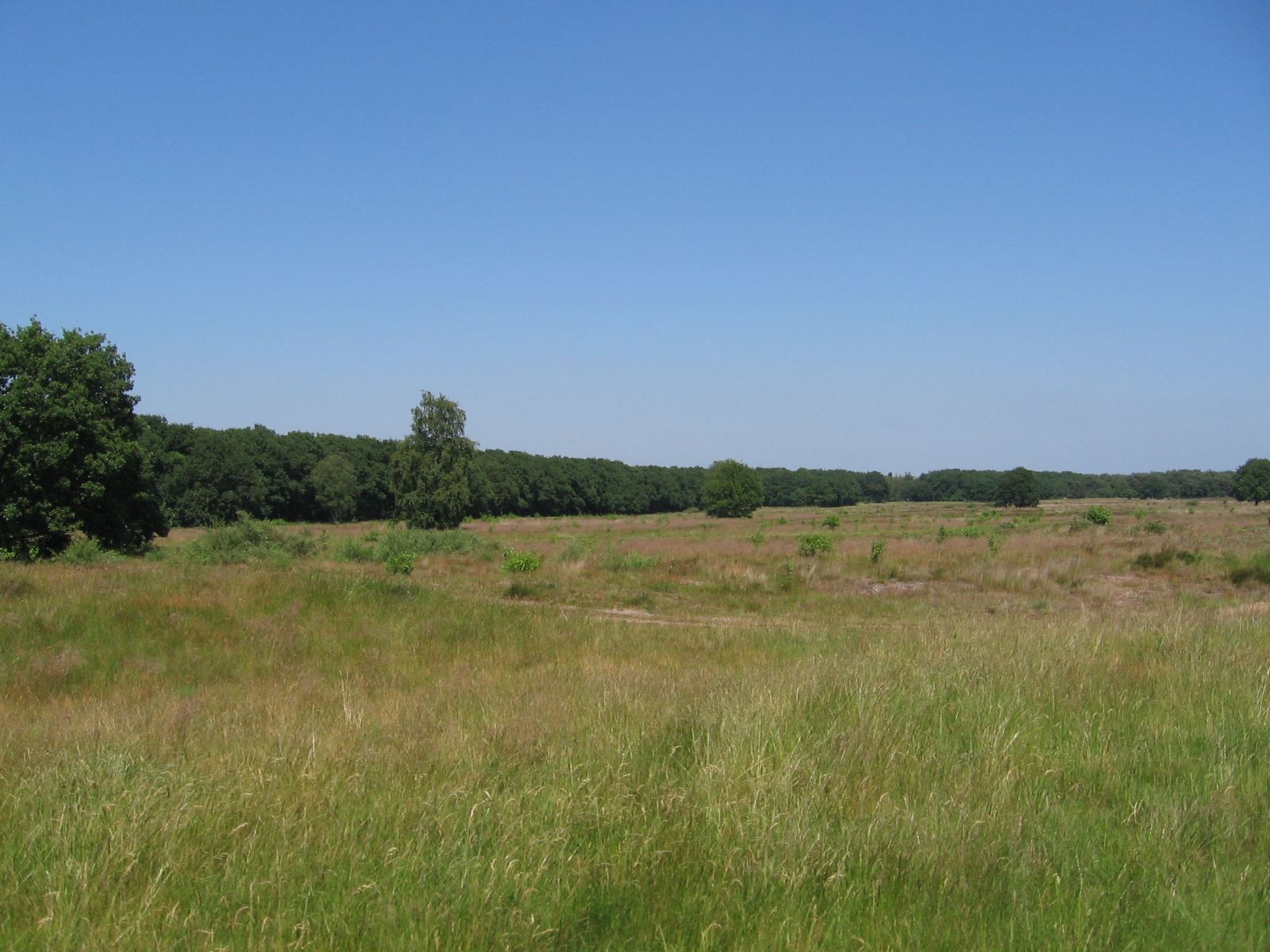
Bussummerheide

De afzonderlijke delen van het reservaat, of soms het gehele reservaat, worden in de volksmond vaak simpelweg aangeduid met 'de hei'. Het staat bekend om de struikheide, die in augustus-september veel bezoekers trekt vanwege de paarse bloei. De gebieden zijn openbaar en gratis toegankelijk.

## Doel
Het ontstaan van de stichting GNR werd mogelijk door een (deels afgedwongen) samenwerking met de erfgooiers, sinds eeuwen de collectieve gebruikers van de Gooise gronden. De stichting onderhoudt de paden en terreinen (onder meer met twee schaapskuddes en de inzet van wilde runderen), meerdere ecoducten, een schaapskooi in Blaricum en een schaapskooi in Laren en doet aan publiekseducatie. Het dagelijks bestuur bestaat uit drie onafhankelijke leden en van iedere deelnemende gemeente een wethouder. De deelnemende gemeenten zorgen gezamenlijk voor de exploitatiemiddelen van de stichting.
Het doel van de stichting is volgens haar statuten 'de instandhouding van het natuurschoon in het Gooi door de verkrijging van aldaar gelegen terreinen, teneinde deze ten eeuwigen dage ongeschonden als natuurreservaat te behouden, en aan het publiek, door vrije toegang tot die terreinen onder eventueel te stellen bepalingen, het genot van dat natuurschoon te verzekeren'.

## Geschiedenis
Het Goois Natuurreservaat (GNR) is vergroot door het jarenlang aankopen van gronden. Ongeveer 60% van de gebieden was al in 1933 in handen van de stichting.
Begin negentiende eeuw bezat de Nederlandse Staat veel grond in het Gooi. Het gebruiksrecht van bos, hei en weiden was echter al sinds eeuwen een zaak van de erfgooiers. Dat was een unieke zelfbesturende boerenorganisatie in het oude Gooilant, die de gronden collectief gebruikte. Over het eigendom en het gebruik was onenigheid door verschillen in juridische uitgangspunten, waarna de overheid in 1912 het eigendom van de 'gemene gronden' toekende aan een bij wet ingestelde erfgooiersorganisatie Vereniging Stad en Lande van Gooiland. Wettelijk werd vastgelegd werd dat deze situatie ten minste 15 jaar ongewijzigd moest blijven.
Natuurbeschermers vreesden dat na die periode de natuurgebieden te gelde zouden worden gemaakt, onder meer voor woningbouw. De toenmalige voorzitter van de Vereniging tot Behoud van Natuurmonumenten, Pieter van Tienhoven en de commissaris van de Koningin Antonie baron Röell namen het initiatief om delen van het bezit van Stad en Lande aan te kopen voor natuurbehoud.
Zij konden de samenwerking van de provincie Noord-Holland, gemeente Amsterdam en de Gooise gemeenten bewerkstelligen. De Erfgooierswet werd daarvoor zelfs aangepast, zodat de Vereniging Stad en Lande een deel van haar bezit kon afstaan tegen een eenmalige uitkering aan alle rechthebbende erfgooiers. Een jaar later werd de Stichting Gooisch Natuurreservaat voor twee miljoen gulden eigenaar van 1524 hectare bos en heide, en bovendien voor een miljoen gulden van 104 hectare particulier bos. Veel armere erfgooiers moesten de ontvangen vergoeding echter direct weer als korting op hun uitkering terugbetalen, soms aan dezelfde gemeente als waar het geld vandaan kwam. Dit effect was die gemeentes tevoren bekend, zodat ze de gebieden deels 'gratis' in handen kregen.
De stichting Goois Natuurreservaat werd rond 2013 in haar voortbestaan bedreigd. Volgens sommigen zou de organisatie niet sterk genoeg zijn en zou het goed zijn als de taken overgenomen werden door een grotere organisatie. Daarbij werd met name het PWN Waterleidingbedrijf Noord-Holland genoemd. PWN heeft ook een afdeling natuurbeheer (ca. 7500 hectare) en door het GNR daarin te laten opgaan, zou de toekomst van het Gooise natuurbeheer beter gewaarborgd zijn. Als reactie hierop werd Vrienden van het Goois Natuur Reservaat opgericht. In maart 2014 zijn verkennende gesprekken gestart tussen de twee organisaties, maar die hebben uiteindelijk niet tot overeenstemming geleid. Daarop werd besloten het GNR als zelfstandige natuurorganisatie te laten voortbestaan.
In 2012 kondigde de gemeente Amsterdam aan de deelname in de stichting te willen beëindigen. De rechtbank Amsterdam heeft dit in 2013 afgewezen. In hoger beroep oordeelde het gerechtshof Amsterdam vervolgens in 2014 ten gunste van de gemeente Amsterdam. Vervolgens heeft de Hoge Raad dit arrest in 2016 terugverwezen naar het gerechtshof Den Haag. In maart 2021 werd een overeenstemming bereikt, de gemeente Amsterdam is inmiddels uitgetreden uit de stichting Goois Natuurreservaat en heeft daarvoor een uittreedsom van ruim 5,2 miljoen euro betaald.
Ook de provincie Noord-Holland wilde de samenwerking met de andere partijen in het GNR anders vormgeven. De provincie Noord-Holland beoordeelt vergunningaanvragen van het GNR en het GNR ontving als enige natuurorganisatie in de provincie een bijdrage in het exploitatietekort. Beide elementen waren voor de provincie niet meer te verantwoorden. In december 2021 bereikten betrokken partijen een akkoord, de provincie heeft zich teruggetrokken uit de stichting en heeft eenmalig 16 miljoen euro aan GNR betaald. Het Goois Natuurreservaat en de provincie blijven waar nodig en mogelijk samenwerken maar het GNR krijgt een zelfde behandeling als de andere natuurorganisaties.

## Terreinen
Enige heidegebieden zijn:
- Westerheide
- Bussummerheide
- Zuiderheide
- Blaricummerheide
- Tafelbergheide
- Franse Kampheide
- Hoorneboegse Heide

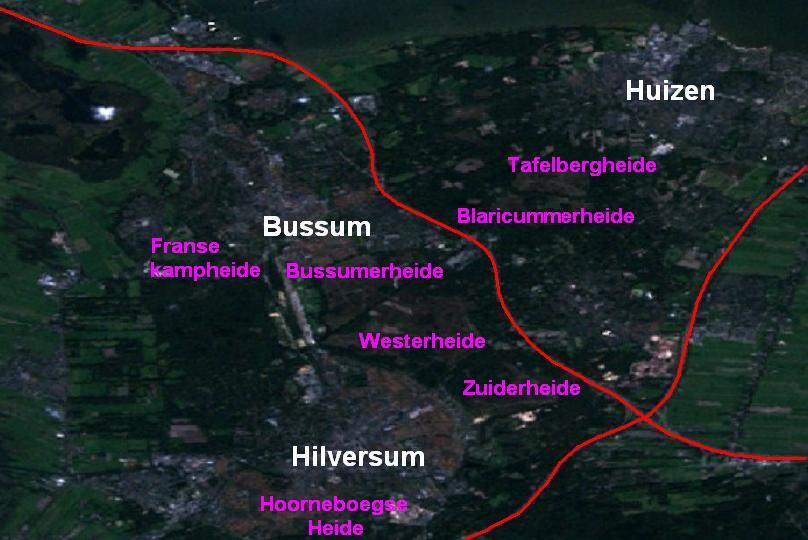
Heidegebieden in het Gooi

Andere (bos)gebieden of landgoederen:
- Bikbergen
- Crailo
- Cruysbergen
- Spanderswoud
- De Zwaluwenberg
- De Snip

## Natuurbrug Zanderij Crailoo

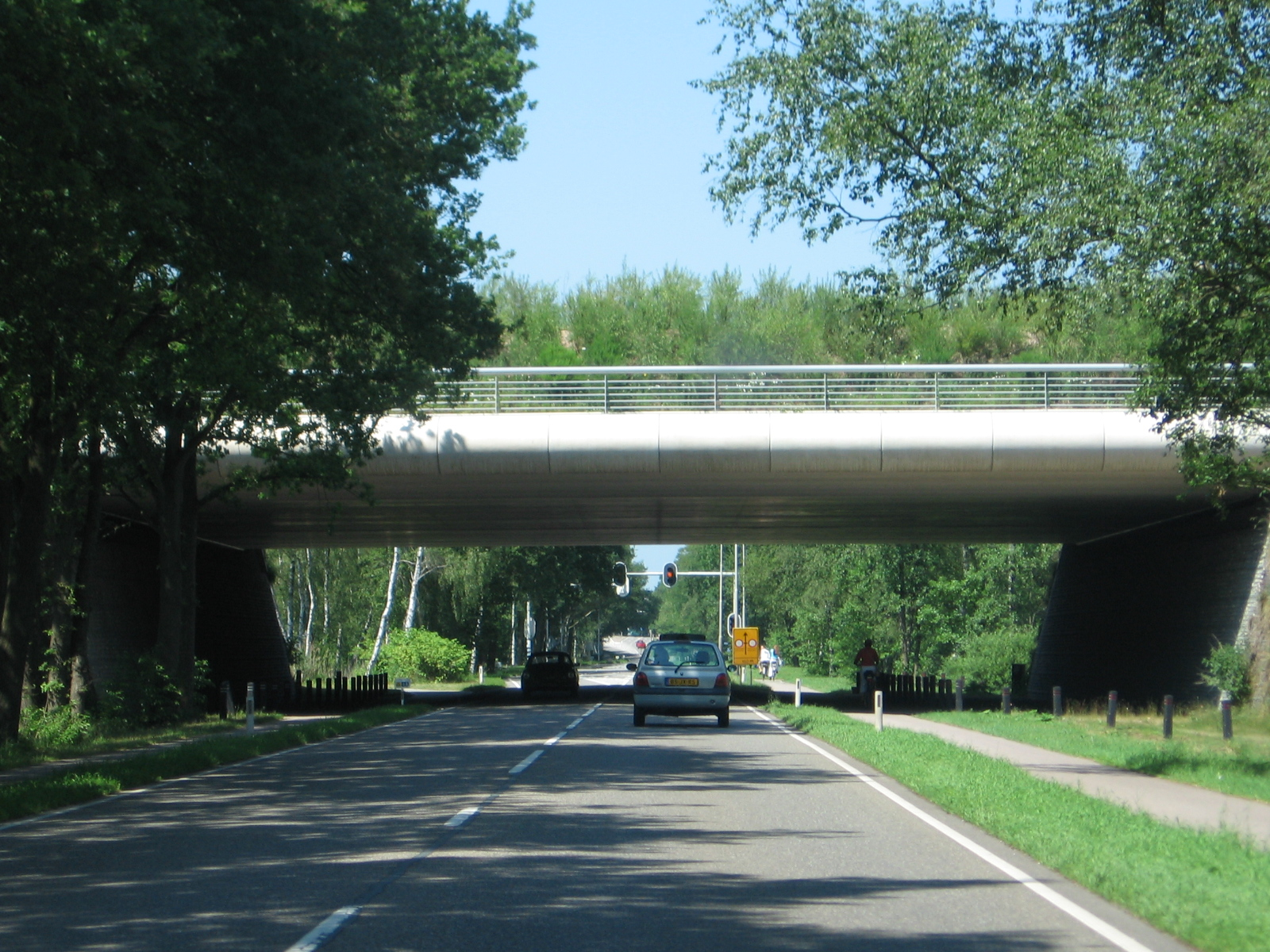
Natuurbrug Zanderij Crailoo

Begin 21 eeuw heeft de stichting heeft het initiatief genomen tot de bouw van het grootste ecoduct van Europa, dat in mei 2006 werd geopend. Zo ontstond in grootte het tweede aaneengesloten bos- en heidegebied van Nederland.

## Toezicht
Vanaf 1932 is het toezicht op de terreinen toevertrouwd aan de Gooise Natuurwacht.